# Dita Karang
Anak Agung Ayu Puspa Aditya Karang (nascida em 25 de dezembro de 1996; idade de 25 anos) ou mais conhecida como Dita Karang (Hangul: 디타카랑), é dançarina, rapper e cantora da indonésia que tem sua carreira na Coreia do Sul. Ela é conhecida por ser membro do grupo de ídolo feminino da Coreia do Sul, Secret Number, além de ser a primeira mulher da indonésia a fazer sua estreia como ídolo na indústria de K-pop. Ela ocupa a posição de dançarina e vocalista principal do grupo.

## Carreira
Dita sonhava em se tornar uma ídolo do K-pop desde os tempos de escola. Esse desejo começou com seu amor pelo grupo feminino da YG Entertainment, 2NE1. Depois de se formar no ensino médio, Dita estudou na American Musical and Dramatic Academy, em Nova York, Estados Unidos. Ela terminou a faculdade em 2017. Depois de se formar, Dita fez o teste para ser tornar trainee e foi aceita.
Antes da estreia, Dita passou por um período de treinamento (trainee) no Born Star Training Center em Nova York. Ela também esteve envolvida em uma comunidade de dança conhecida na Coréia do Sul, o 1MILLION Dance Studio.
Dita então fez sua estreia com Secret Number, um idol group sul-coreano da agência Vine Entertainment, em 19 de maio de 2020.